# فرودگاه اوکی
فرودگاه اوکی (به انگلیسی: Auki Airport) یک فرودگاه با کد یاتا AKS است . این فرودگاه در کشور جزایر سلیمان قرار دارد .